# Bodme
Bodme (teilweise auch Bodmen geschrieben) ist eine Ortschaft und ehemalige Gemeinde im Goms. Bodme gehört heute zur Gemeinde Blitzingen im Kanton Wallis.

## Geschichte
Urkundlich wurde der Ort erstmals 1347 erwähnt, als sich die Gemeinde von allen Abgaben und Dienstleistungen loskaufte, die sie bis dahin den Rittern Johan und Heinrich von Restin leistete. Am 6. Oktober 1348, wurde eine Spende zu Ehren der Heiligen Dreifaltigkeit, der Muttergottes und des Täufers geleistet hatte, welche in Form eines Fonds angelegt worden waren. Die Verwendung aus den folgenden Jahrhunderten ist unklar, denn die Kapelle der Heiligen Dreifaltigkeit wurde erstmals 1684 erwähnt. Es sind zwei Dorfbrände überliefert. Beim Brand im Jahr 1722 wurde unter anderem die Kapelle so beschädigt, dass sie neu aufgebaut werden musste. Beim Brand 1831 wurden vier Häuser zerstört.
Die Gemeinde Bodme fusionierte 1848 zusammen mit den vier anderen Gemeinden Ammern, Blitzingen, Wiler und Gadmen zur neuen Gemeinde Blitzingen.

## Lage
Die Ortschaft befindet sich auf dem südlichen Ufer des Rotten gegenüber von Blitzingen, verbunden mit einer Brücke. Die Ortschaft ist ein Haufendorf, das sich in einer von einer Bodenstufe südlich und östlich eingerahmten Wanne befindet, während der Rotten, in einer Schlaufe, nördlich und westlich um das Dorf führt. Mitten im Dorf befindet sich die Kapelle, um welche sich die Wohnhäuser drängen, die Nutzbauten finden sich vorwiegend am Dorfrand.

## Gebäude

### Kapelle der heiligen Dreifaltigkeit
Erstmals wird die Kapelle 1684 in einer Pfarreiakte von Biel erwähnt. Die Kapelle wurde beim Dorfbrand so stark in Mitleidenschaft gezogen, dass ein Neubau beschlossen wurde. In den Visitationsakten wird für die Kapelle immer das Patrozinium der Heiligen Dreifaltigkeit geführt. Vermutlich seit dem Brand 1722 wird sie vom Volk als Agathakapelle bezeichnet, seit Mitte des 18. Jahrhunderts auch Muttergotteskapelle.
Im 18. Jahrhundert wurde sie einer umfassenden Innenrenovation unterzogen, bei welcher auch neue Fenster eingesetzt und die Wandsimse angebracht worden. Die Deckenmalerei wurde 1778 durch einen Maler Pfefferle geschaffen. In der vordersten Kapellenbank der rechten Reihe findet sich die Jahrzahl 1844. 1863 erfolgte eine weitere Renovation. Die Renovation 1926 wurde durch Ernst Bodenmüller und Jean Rossi durchgeführt, der Maler war Jos. Mutter aus Natters. Im Jahr 1947 war der Maler Edmund Imboden in der Kapelle tätig. 1977/78 erfolgte eine erneute Renovation.
Das Bauwerk zeigt mit seinem Chor, welcher sich dem Hang zuwendet, nach Südosten. Der seitlich eingezogene Chor, ist um eine Stufe erhöht zum Schiff angelegt. Die Kapelle hat ein zusammenhängendes Satteldach, auf dem sich auf der Portalseite ein Glockenstuhl befindet. Die Portalfront besitzt ein giltsteinernes Rundportal, über dem sich eine Nische mit einer Muttergottesstatue befindet. Darüber befindet sich ein grosses Giebelokulus. Die Chorchalotte ist mit einer fünfteilig Stuckrosette überdeckt, während das Schiff von einer unterteilten Gipstonne überspannt wird.
Der Altar wurde 1722 geweiht. Er wurde 1926 durch Jos. Mutter aus Natters renoviert, und 1945 durch Werner Salzgeber aus Raron, neu vergoldet und aufgefrischt.